# Koninginnedag 2001
De Koninginnedag van 2001 verliep anders dan andere edities van deze nationale feestdag in Nederland. Dit begon al op 23 april 2001 met het afgelasten van het bezoek van de koninklijke familie aan de Drentse plaatsen Meppel en Hoogeveen. Dat werd besloten na via het ministerie van LNV verkregen adviezen van veterinair deskundigen. Deze achtten mede in verband met de verwachte grote aantallen bezoekers uit alle delen van het land het risico op verdere verspreiding van de toen heersende veeziekte mond-en-klauwzeer te groot. De koningin en haar familie bezochten geen andere plaatsen, maar bezochten Meppel en Hoogeveen alsnog tijdens de viering in 2002.

## Rellen in Amsterdam
De Koninginnedagviering op 30 april verplaatste zich mede door het afgelasten van het koninklijk bezoek aan Drenthe bijna in zijn geheel naar de hoofdstad Amsterdam. Volgens de politie waren er dat jaar 700.000 mensen naar de festiviteiten in Amsterdam gekomen. Wegens de extreme drukte en het wangedrag van sommige treinreizigers liep het in Amsterdam rond het Centraal Station geheel uit de hand.
De treinen reden tot dan toe zoals altijd op Koninginnedag werd gedaan volgens een zaterdagsdienst maar met langere treinen. Even voor 11.00 uur werd er in drie verschillende treinen aan de noodrem getrokken waarna de passagiers over het spoor richting Amsterdam liepen. Om 12.00 uur werd het treinverkeer van en naar Amsterdam in zijn geheel stilgelegd, waardoor de treinen een file vormden. Nadat rond drie uur de treinen weer begonnen te rijden, werd er rond 18.00 uur weer verschillende malen aan de noodrem getrokken. Toen om acht uur 's avonds het station wegens de enorme drukte een half uur dicht ging, werd de oostzijde door een menigte opengebroken, waarna de ME werd ingezet.
Boze reizigers richtten hun woede op treinen, het NS-personeel, bekogelden machinisten en conducteurs, vernielden noodremmen en instrumentenpanelen, bestalen restauraties en kiosken. In de loop van de avond keerde de rust weer terug in Amsterdam.